# Infeção puerperal

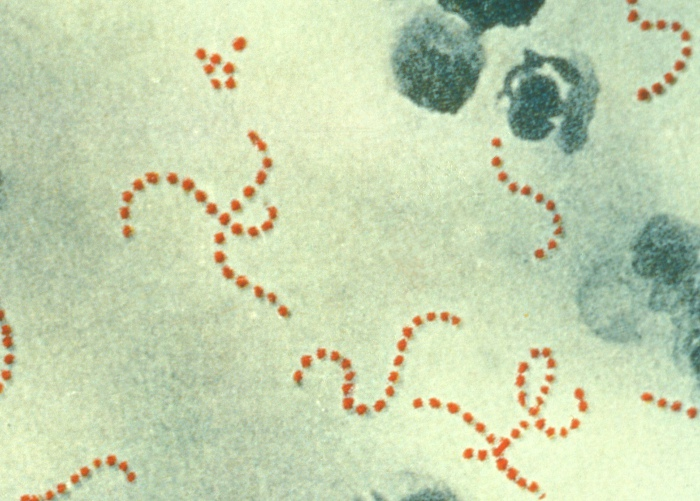
Streptococcus pyogenes (esferas manchadas de vermelho) é responsável por muitos casos de febre puerperal grave. (ampliação de 900×).

Infeção pós-parto ou infeção puerperal (ou, historicamente, febre puerperal) é qualquer infeção bacteriana do aparelho reprodutor feminino seguintes a um parto ou aborto espontâneo. Os sinais e sintomas geralmente incluem febre superior a 38,0 °C (100,4 °F), calafrios, dor no abdômen inferior, e possivelmente mau odor do corrimento vaginal. Normalmente ocorre entre as primeiras 24 horas e os primeiros dez dias após o parto.
A infeção mais comum é a do útero e tecidos circundantes, conhecida como sépsis puerperal ou metrite pós-parto. Fatores de Risco incluem a cesariana, a presença de certas bactérias como a streptococcus do grupo B na vagina, ruptura prematura de membranas, vários exames vaginais, remoção manual da placenta, e parto prolongado, entre outros. A maioria das infeções envolvem uma série de tipos de bactérias. O diagnóstico raramente é ajudado pelo cultura microbiológica da vagina ou do sangue. Naquelas que não apresentam melhora, imagiologia médica pode ser necessária. Outras causas para a febre após o parto incluem ingurgitamento mamário, infecções do trato urinário, infecções da incisão abdominal ou episiotomia, e atelectasias.
Devido aos riscos seguintes a cesariana, recomenda-se que todas as mulheres recebam uma dose preventiva de antibióticos como ampicilina durante a cirurgia. O tratamento para infeções estabelecidas é com antibióticos, com a maioria das mulheres melhorando em dois ou três dias. Naquelas com um quadro leve, antibióticos orais podem ser usados; caso contrário, antibióticos intravenosos são recomendados. Os mais comuns incluem uma combinação de ampicilina e gentamicina seguintes ao parto vaginal ou clindamicina e gentamicina naqueles que tiveram uma cesariana. Para aquelas que não estão melhorando com o tratamento apropriado, outras complicações como um abscesso devem ser consideradas.
Em 2015, ocorreram cerca de 11,8 milhões de infeções. Nos países desenvolvidos, cerca de um a dois por cento desenvolvem infeção uterina após o parto vaginal. Esta aumenta de cinco para treze por cento entre aquelas que têm partos mais difíceis e cinquenta por cento com a cesárea antes do uso preventivo de antibióticos. Em 2015, estas infeções resultaram em pelo menos 17 900 mortes, a partir de 34 000 mortes em 1990. Elas são a causa de cerca de 10% das mortes em todo o período de gravidez. A primeira descrição conhecida da doença é datada de pelo menos o século V a.C., nos escritos de Hipócrates. Estas infeções foram causa mortis muito comuns para o parto, começando, pelo menos, no século XVIII até à década de 1930, quando os antibióticos foram introduzidos. Em 1847, na Áustria, Ignaz Semmelweiss reduziu o risco de morte de vinte para dois por cento através do uso de lavagem das mãos com hipoclorito de cálcio.